# Municipalità locale di Swartland
Swartland è una municipalità locale (in inglese Swartland Local Municipality) appartenente alla municipalità distrettuale di West Coast  della Provincia del Capo Occidentale in Sudafrica. 
In base al censimento del 2001 la sua popolazione è di 72.116 abitanti.
La sede amministrativa e legislativa è la città di Malmesbury e il suo territorio si estende su una superficie di 3.692 km² ed è suddiviso in 10 circoscrizioni elettorali (wards). Il suo codice di distretto è WC015.

## Geografia fisica

### Confini
La municipalità locale di Swartland confina a nord e a est con quella di Bergrivier, a est e a sud con quella di Drakenstein (Cape Winelands), a sud con il municipio metropolitano di Città del Capo e a ovest con l'oceano Atlantico, con il District Management Areas WCDMA01 e con quella di Saldanha Bay.

### Città e comuni
- Abbotsdale
- Chatsworth
- Darling
- Greater Chatsworth
- Grottobaai
- Hermon
- Ilinge Lethu
- Jakkalsfontein
- Kalbaskraal
- Koringberg
- Malmesbury
- Moorreesburg
- Ongegund
- Oupos
- Platteklip
- Riebeek-Kasteel
- Riebeek-Wes
- Rust
- Yzerfontein

### Fiumi
- Boesmans
- Diep
- Great Berg

### Isole
- Isola Dassen